# Carlos Wilfredo Vilches
Carlos Wilfredo Vilches (San Rafael, 29 agosto 1976) è un pugile argentino.
Soprannominato "El Verdugo" o "El Loco", ha un record di 54-9-2, con 32 successi prima del limite.

## Carriera
Vilches ha debuttato come professionista il 13 settembre 1996. Nell'occasione ha affrontato e sconfitto Fabian Martinez per KO al 3º round.